# Johann Heinrich Eggeling
Johann Heinrich Eggeling (* 13. Mai 1639 in Bremen; † 15. Februar 1713 in Bremen) war ein Bremer Eltermann der Kaufleute, Sekretär des Bremer Rates und Historiker.

## Leben
Eggeling war der Sohn des Juristen Heinrich Eggeling der Ratsherr und Kanzlers des Erzbischofs war, und dessen Frau Magdalena, geb. von Höveln, Schwester von Gotthard VI. von Höveln. Nach dem frühen Tod seines Vaters wurde Gottlieb von Hagen sein Stiefvater. Er lernte in Bremen an der Domschule und studierte an der Universität Helmstedt und der Universität Leipzig. Danach führte er mehrere Reisen durch. Er wurde am 18. Oktober 1676  Eltermann in Bremen und am 29. September 1679 Sekretär des Bremer Rats. Bedeutend wurde er als vielschichtiger Historiker. Er verfasste mehrere Schriften und förderte Antikenrezeptionen.